# Eduardo de la Guardia Durante
Eduardo de la Guardia Durante, marquès d'Aguiar fou un aristòcrata i polític espanyol. Fou elegit diputat del Partit Conservador (sector tetuanista) a les eleccions generals espanyoles de 1893. En 1892 li fou concedida la gran creu de l'orde de la Immaculada Concepció de Vila Viçosa.